# Pumpkinhead 4: Ősellenség
A Pumpkinhead 4, a Pumpkinhead 1988-as, a Pumpkinhead 2 1992-es, és a Pumpkinhead 3: Porból porrá filmek folytatása. A harmadik résszel egy időben vették fel Romániában, költségcsökkentés szempontjából.

## Történet
A film, a Rómeó és Júlia horror feldolgozásának is tekinthető. Jodie Hatfield és Ricky McCoy halálosan szerelmesek egymásba. Ám a Hatfield és a McCoy család régóta viszályban áll egymással, így a fiatalok nem találkozhatnak egymással. A McCoy család egyik tagja meghal, a gyanú a Hatfield-ékre terelődik. Ricky megidézi a bosszú démonát, amely azonnal mészárlásba kezd, ám egy valamire senki nem számított: a szerelem ereje mindennél erősebb.

## Szereplők/Szinkronlista
- Amy Manson – Szávai Viktória
- Bradley Taylor – Dévai Balázs
- Lance Henriksen – Galkó Balázs
- Dallas Pope seriff – Rosta Sándor